# Karol Herman Stępień
Karol Herman Stępień OFMConv (ur. 21 października 1910 w Łodzi, zm. 19 lipca 1943 w Borowikowszczyźnie) – polski franciszkanin konwentualny z klasztoru oo. Franciszkanów  z Iwieńca, błogosławiony Kościoła katolickiego.

## Życiorys
Do zakonu wstąpił w 1929 i ze względu na swe predyspozycje został wysłany na studia do Rzymu, na papieski wydział teologiczny św. Bonawentury. Święcenia kapłańskie przyjął w 1937 roku. Studia kontynuował na wydziale teologicznym uniwersytetu Jana Kazimierza we Lwowie i tam uzyskał tytuł magistra teologii.
Po ukończeniu nauki podjął pracę jako wikariusz, przy kościołach franciszkańskich. Jego działalność w parafiach oceniana była jako pełna zapału i gotowości służenia wiernym.

W czasie masowych aresztowań, prowadzonych przez gestapo w 1943 roku w Pierszajach, dołączył do aresztowanych wraz ze swoim proboszczem o. A. Puchałą, mówiąc:
 „Pasterze nie mogą opuścić wiernych!”
Z grupy aresztowanych zamordowani zostali jedynie dwaj kapłani, następnie gestapo spaliło ich zwłoki w stodole 19 lipca 1943. Miejsce kaźni zamordowanych w Borowikowszczyźnie, upamiętnione zostało kaplicą-sanktuarium. Szczątki męczenników obecnie spoczywają w relikwiarzu w kościele św. Jerzego w Perszajach.

## Beatyfikacja
Trzydziestotrzyletni zakonnicy – męczennicy wykazali się heroiczną miłością do ludzi, co wyniosło ich na ołtarze 13 czerwca 1999 w grupie 108 polskich męczenników, a do dziś pod krzyżem upamiętniającym miejsce ich męczeństwa wierni spotykają się na modlitwie.
Karol Herman Stępień jest pierwszą i, do tej pory, jedyną osobą urodzoną w Łodzi, która została wyniesiona na ołtarze kościoła katolickiego.